# Сергеевский (Железногорский район)
Серге́евский — упразднённый посёлок, существовавший на территории Железногорского района Курской области до 1986 года. На момент упразднения входил в состав Городновского сельсовета.

## География
Располагался в 15 км к востоку от Железногорска. Состоял из 1 улицы, протянувшейся с северо-запада на юго-восток. Высота над уровнем моря — 257 м. Ближайшие, ныне существующие населённые пункты — деревня Коровино и посёлок Сафрошинский.

## История
В 1926 году в посёлке было 25 дворов, проживало 136 человек. В то время Сергеевский входил в состав Гремяченского сельсовета Волковской волости Дмитровского уезда Орловской губернии. С 1928 года в составе Михайловского (ныне Железногорского) района. В 1937 году в посёлке было 30 дворов. Во время Великой Отечественной войны, с октября 1941 года по февраль 1943 года, Сергеевский находился в зоне немецко-фашистской оккупации. В 1981 году в посёлке проживало около 70 человек. До 1973 года входил в состав Гремяченского сельсовета, затем передан в Большебобровский сельсовет. С 27 февраля 1986 года в составе Городновского сельсовета. Упразднён 20 ноября 1986 года. В настоящее время часть бывшего посёлка затоплена гидроотвалом Михайловского горно-обогатительного комбината.

## Население
| 136 | 70 |